# Xuân Đình
Xuân Đình là một xã thuộc huyện Phúc Thọ, thành phố Hà Nội, Việt Nam.

## Địa lý
Xã Xuân Đình nằm ở phía bắc huyện Phúc Thọ, có vị trí địa lý:
- Phía đông giáp xã Vân Nam và xã Vân Phúc
- Phía tây giáp xã Sen Phương
- Phía nam giáp các xã Long Xuyên, Thượng Cốc và Võng Xuyên
- Phía bắc giáp tỉnh Vĩnh Phúc với ranh giới là sông Hồng.

Xã Xuân Đình có diện tích 9,16 km², dân số năm 2019 là 8.812 người, mật độ dân số đạt 962 người/km1.

## Lịch sử
Địa bàn xã Xuân Đình hiện nay trước đây vốn là hai xã Xuân Phú và Cẩm Đình thuộc huyện Phúc Thọ.
Đến năm 2019, xã Xuân Phú có diện tích 4,90 km², dân số là 5.732 người, mật độ dân số đạt 1.170 người/km². Xã Cẩm Đình có diện tích 4,26 km², dân số là 3.080 người, mật độ dân số đạt 723 người/km².
Ngày 11 tháng 2 năm 2020, Ủy ban Thường vụ Quốc hội ban hành Nghị quyết số 895/NQ-UBTVQH14 về việc sắp xếp các đơn vị hành chính cấp xã thuộc thành phố Hà Nội (nghị quyết có hiệu lực từ ngày 1 tháng 3 năm 2020). Theo đó, sáp nhập toàn bộ diện tích và dân số của hai xã Xuân Phú và Cẩm Đình thành xã Xuân Đình.